# Giacomo Piperno
Giacomo Piperno (* 26. Juli 1940 in Rom) ist ein italienischer Schauspieler.

## Leben
Piperno gab sein Schauspielerdebüt erstmals im Jahr 1960 in der Fernsehserie Tenente Sheridan. Nach einer Pause von acht Jahren war er wieder in dem Film Commandos, der in Deutschland unter dem Titel Himmelfahrtskommando El Alamein lief, zu sehen. Über den Kinofilm hinaus wurde er auch durch zahlreiche Auftritte in Fernsehfilmen und Kriminalserien wie Schloss Hohenstein, Il maresciallo Rocca oder Kommissar Rex bekannt.

## Filmografie (Auswahl)
- 1960: Tenente Sherin
- 1968: Himmelfahrtskommando El Alamein (Commandos)
- 1969: Sierra Maestra[1]
- 1973: Hilfe, ich bin Spitz…e! (Rugantino)
- 1973: Uno dei Tre
- 1974: L’assassinio dei fratelli Rosselli
- 1976: La legge violenta della squadra anticrimine
- 1976: Ragazzo di borgata
- 1978: La vita di Rossini
- 1982: Tu mi turbi
- 1983: Flirt
- 1984: Nucleo Zero
- 1987: Luci lontane
- 1988: Ein himmlischer Teufel (Il piccolo diavolo)
- 1988: Splendor
- 1990: Offene Türen (Porte aperte)
- 1991: … Se non avessi l’amore
- 1992: Schloß Hohenstein
- 1994: Italian Restaurant
- 1995: Va’ dove ti porta il cuore
- 1996: Il maresciallo Rocca
- 1996: Donna
- 1996: Mein Sohn ist kein Mörder!
- 1996: Ultimo bersaglio
- 1997: Ich will dich nicht verlieren
- 1997: Priester im Einsatz
- 1999: Prima la musica, poi le parole
- 1999: Commesse
- 2000: Mein Partner auf vier Pfoten
- 2002: Ein Leben für den Frieden – Papst Johannes XXIII.
- 2003: La notte di Pasquino
- 2003: Soraya
- 2004: Un medico in famiglia
- 2004: Incantesimo 7
- 2004: Die Kreuzritter 9 – Die heilige Rita
- 2005: Provincia meccanica
- 2005: Incantesimo 8
- 2005: Papst Johannes Paul II
- 2007: L’ora di punta
- 2009: Je suis venu pour elle
- 2010: Briefe an Julia
- 2010: I Cesaroni
- 2011: Kommissar Rex
- 2012: Il restauratore